# Storia di Marino nel XX secolo
Marino è partecipe delle rivendicazioni contadine e sociali che culminano nel "biennio rosso" (1919-1920), ma subisce fondamentalmente con passività l'avvento del fascismo. Negli anni della dittatura fascista a Marino viene inventata la Sagra dell'Uva (1925), che diventerà nei decenni successivi motivo di lustro internazionale per la città.
Dopo aver subito duramente la seconda guerra mondiale nel suo territorio, Marino si risolleva dalle sue macerie per opera di litigiose amministrazioni socialiste e comuniste: nel 1945 nasce la Cantina Sociale Gotto d'Oro, negli anni cinquanta viene avviato il piano per la ricostruzione che prevede la prima urbanizzazione delle frazioni di Santa Maria delle Mole e Frattocchie. La crescita a dismisura delle frazioni, spesso frutto di edilizia abusiva frenata a stento dal piano regolatore generale del 1976, portò ben presto a spinte autonomistiche come quella della frazione di Ciampino, resasi autonoma nel 1974, imitata senza lo stesso successo trent'anni dopo dalle altre frazioni nel breve periodo di indipendenza del comune autonomo di Boville (1993-1994).

## I primi decenni del Novecento (1900 - 1922)

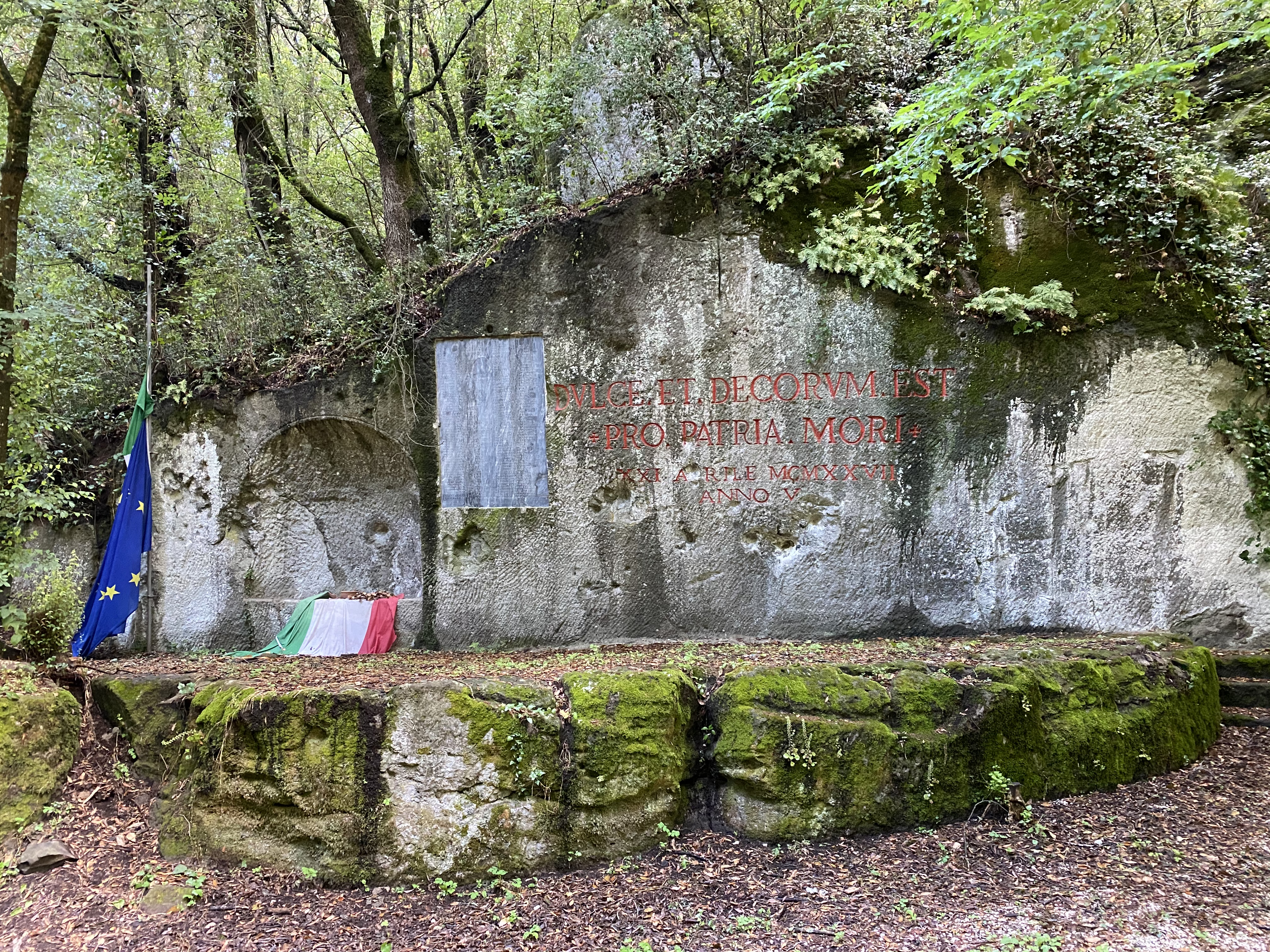
Il monumento ai caduti della prima guerra mondiale nel Barco Colonna, destinato a Parco della Rimembranza nel primo dopoguerra (giugno 2020).

Nei primi decenni del Novecento una serie di studi iniziò ad analizzare i reperti individuati nelle necropoli rinvenute nel territorio marinese presso il cratere del Lago Albano: la necropoli del Pascolari di Castel Gandolfo, quella di Monte Crescenzo e di Campofattore, i reperti di Prato della Corte e Capo Croce -ai confini con Rocca di Papa-, e quella della località San Rocco e Riserva Del Truglio, quest'ultima la più sostanziosa. I reperti rinvenuti nell'analisi di queste necropoli vennero in buona parte inviati al Museo Nazionale Preistorico Etnografico "Luigi Pigorini" di Roma, mentre in parte minore rimasero presso le raccolte custodite dal Comune.

## Gli anni del fascismo (1922-1943)
I fascisti fecero la loro comparsa ai Castelli Romani il 27 aprile 1921, quando un "tour" di propaganda squadrista toccò Frascati, Marino ed Albano. Il movimento fascista ebbe qualche difficoltà di radicamento nella zona, ed inizialmente fu composto da molti personaggi "riciclati" da precedenti esperienze politiche, nazionalisti, popolari e repubblicani conservatori.
Dopo la marcia su Roma (28 ottobre 1922), le squadracce fasciste scacciarono con la forza quasi tutte le amministrazioni prefasciste democraticamente elette: fu il caso delle giunte popolari di Ariccia, Rocca di Papa, Frascati, Grottaferrata e di quella socialista di Albano o anche del sindaco nazionalista di Monte Compatri. A Marino invece, l'amministrazione repubblicana decise di aderire ufficialmente al Partito Nazionale Fascista. Lo stesso fenomeno di trasformismo accadde con la giunta popolare di Castel Gandolfo e con il sindaco nazionalista di Rocca Priora.

## La seconda guerra mondiale (1943 - 1944)

Una delle torri della Rocca Frangipane scoperta dai bombardamenti del 2 febbraio 1944, in piazza Giacomo Matteotti.

Il 19 luglio 1943, giorno successivo al bombardamento di Roma, 525 aerei statunitensi colpiscono diverse zone periferiche di Roma, l'aeroporto di Roma-Urbe e l'aeroporto di Roma-Ciampino, all'epoca situato in comune di Marino: vengono uccisi diciotto civili marinesi. Una seconda incursione aerea su Ciampino causa alcune vittime civili il 17 agosto 1943.
Nel pomeriggio dell'8 settembre 1943, poche ore prima che il maresciallo Pietro Badoglio annunciasse la firma dell'armistizio di Cassibile, alcuni aerei statunitensi colpiscono il nodo stradale di Squarciarelli, in comune di Grottaferrata, tagliando le comunicazioni tramviarie tra Frascati e Marino e danneggiando gli impianti di sollevamento dell'acquedotto che rifornisce in parte anche Marino.
Nella notte tra il 22 ed il 23 gennaio 1944, alle 02.45 di notte, ingenti forze anglo-americane sbarcarono ad Anzio, creando una testa di ponte alle porte di Roma: da questa data si intensificano notevolmente i bombardamenti sui Castelli Romani.
Il 30 gennaio 1944, in seguito ad un'azione partigiana nella quale era stato gravemente ferito un ufficiale tedesco, a Marino viene fermato Ferdinando Lanciotti, il quale trovato in possesso di un'arma da fuoco viene fucilato sul posto. Il 1º febbraio 1944 vengono bombardate Ariccia ed Albano Laziale: la via Appia è impraticabile.
Mercoledì 2 febbraio 1944 alle ore 12.30 circa alcuni bombardieri North American B-25 Mitchell della 15ª United States Army Air Forces, dal tonnellaggio di 1360 chilogrammi di bombe ciascuno, bombardarono Marino colpendo il centro storico in diagonale: così Zaccaria Negroni, all'epoca capo locale del Comitato di Liberazione Nazionale, descrive il momento forse più tragico delle sue memorie di guerra, Marino sotto le bombe:
Le dodici e trenta: rombo di motori. Allarme. Ma pochi si avviano ai ricoveri; i più stanno a guardare, come il solito: ne son passate tante di formazioni, specie negli ultimi giorni! Queste... dove andranno a seminare la morte?... Ecco, una formazione è passata. Se ne sente arrivare una seconda; passerà anche questa come le altre.
Un improvviso boato rompe bruscamente ogni illusione. (Era il crollo di Palazzo Colonna, colpito da grosse bombe a catena). Si corre ai ricoveri. Tardi! Una pioggia di bombe sopraggiunge, preannunciata da sibili laceranti. E poi un'altra e un'altra ancora.
Il paese è sepolto nel fumo e nella polvere dei calcinacci: non si vede a un metro di distanza. Grida. Gemiti. Pianti. Macerie.
Rinuncio a descrivere. Chi ha vissuto quei momenti sa; chi non li ha vissuti... non può capire.»
(Zaccaria Negroni, Marino sotto le bombe, pp. 15-16.)
Venne completamente distrutto Palazzo Colonna, dove era stata installata una stadio radio tedesca -e pare che lo stesso feldmaresciallo Albert Kesselring se ne fosse appena servito-; furono anche completamente distrutte la fontana dei Quattro Mori, travolta dalle macerie della facciata orientale di Palazzo Colonna, e la Villa Colonna di Belpoggio, sede di un autoparco. Nell'attuale piazza Giacomo Matteotti il crollo delle abitazioni scoprì una delle torri della duecentesca Rocca Frangipane. L'unico obiettivo militare veramente sensibile presente nel territorio di Marino, ovvero il quadrivio tra la via Maremmana Inferiore e la Via dei Laghi, venne risparmiato dai bombardamenti anglo-americani.
Il 17 febbraio 1944 il convento delle Piccole Sorelle dei Poveri, presso cui i tedeschi avevano allestito un deposito di armi e munizioni, venne colpito dai bombardamenti statunitensi: morirono diciannove suore. Il 23 maggio 1944 un bombardamento a tappeto statunitense colpisce alcuni villini situati nell'attuale quartiere Villa Desideri e devasta una parte del Cimitero Comunale. Altre incursioni aeree effettuate su Marino negli ultimi giorni di maggio colpirono via Roma -27 maggio, sette vittime civili-, ancora il Cimitero Comunale -28 maggio-, il rione Castelletto -30 maggio, numerose vittime civili-, la Basilica di San Barnaba -31 maggio-. Undici morti e numerosi feriti sono il bilancio di un'incursione aerea statunitense nel quartiere Borgo Garibaldi avvenuta il 1º giugno 1944. Durante il periodo bellico, la popolazione civile cercò rifugio presso le grotte delle cantine, dove si considerava al riparo dalle incursioni aeree, e nelle gallerie della disattivata ferrovia Roma-Albano, specialmente nella galleria di Marino.
Con l'avvicinarsi della linea di fronte a Marino, il prefetto di Roma consegna al commissario prefettizio l'ordine di sgombero della città: questi a sua volta rimette ogni decisione in mano a Zaccaria Negroni, il quale per evitare la deportazione degli abitanti in qualche campo profughi e il saccheggio delle case abbandonate -come avvenuto ad esempio nella vicina Lanuvio- si rifiuta di far eseguire l'ordine di sfollamento.
Durante la nottata fra 3 e 4 giugno 1944 ormai è chiaro che il fronte tedesco, attestato lungo la linea Hitler tra Lanuvio, Velletri e Valmontone sta inesorabilmente crollando: il ritiro dei tedeschi si intensifica, così come il cannoneggiamento alleato. I tedeschi organizzano una debole resistenza all'ingresso di Marino, in località San Rocco: all'arrivo dei primi soldati alleati provenienti da Grottaferrata si verificheranno scontri di piccola intensità che lasceranno sul terreno alcuni morti. Occupata completamente Marino, gli alleati nominano Zaccaria Negroni sindaco pro tempore e partono alla volta di Roma, liberata nella notte tra 4 e 5 giugno.

La facciata principale di Palazzo Colonna dopo il bombardamento del 2 febbraio 1944.
La facciata orientale di Palazzo Colonna con la fontana dei Quattro Mori sepolta dalle macerie dopo il bombardamento del 2 febbraio 1944.
Via Paolo Mercuri dopo il bombardamento del 2 febbraio 1944.
Via Santa Lucia dopo il bombardamento del 2 febbraio 1944.
Edifici in piazza San Barnaba dopo il bombardamento del 2 febbraio 1944.
La Basilica di San Barnaba dopo l'incursione aerea del 31 maggio 1944.

## Gli anni della ricostruzione (1944 - 1960)
Il 30 gennaio 1937 il podestà Alfideo Berrettoni invia alla Regia Commissione Araldica una proposta per dare a Marino uno stemma definitivo. Nello schizzo, il cavaliere compare nudo su un cavallo bianco al trotto, recante un bastone su cui sventola una specie di lenzuolo. La risposta della Commissione arriva il 24 febbraio:
(Relazione del Commissario don Urbano Barberini, Affare Comune di Marino, 24 febbraio 1937.)
Il 3 marzo inoltre una nota della Presidenza del Consiglio dei ministri informa che sarebbe opportuno rinvenire copia del breve apostolico con cui Gregorio XVI elevò Marino a Città.
Dopo la guerra, il 26 ottobre 1962 il sindaco di Marino Giulio Santarelli chiede spiegazioni alla Presidenza del Consiglio e alla Consulta Araldica su come fare a rinvenire il breve di Gregorio XVI. Risponde la Prefettura di Roma il 28 gennaio 1963, affermando che non esistono copie del breve nell'Archivio di Stato di Roma, e che pertanto all'uopo potrebbe essere interessato l'Archivio Segreto dei Brevi apostolici della Città del Vaticano. Non se ne farà niente.
Ancora nel 1978 il sindaco Mario Di Falco chiede, il 28 aprile, alla Presidenza del Consiglio di chiarire la faccenda dello stemma, e la risposta arriva il 17 giugno: vi si legge che Marino non ha ancora ottenuto dal Presidente della Repubblica il riconoscimento necessario per lo stemma e il gonfalone; e per questo bisogna produrre due istanze, una al Presidente della Repubblica e una al Presidente del Consiglio; una delibera comunale in merito alla vicenda; un bozzetto dello stemma e del gonfalone di cm 37x26 con relativa descrizione; "un cenno storico-giustificativo"; e infine 2100 lire in assegno bancario al Cassiere della Presidenza del Consiglio, "per diritti di cancelleria e di bollo". Anche questa volta, non se ne farà niente.
Il 13 ottobre 1988 il sindaco Leonardo Massa invia alla Presidenza del Consiglio richiesta di riconoscimento dello stemma e del gonfalone i cui bozzetti allega alla lettera, assieme a 3100 lire "quale tassa prescritto deposito del provvedimento che si chiede". Nello stemma proposto compare una donna vestita da una tunica rossa su un cavallo bianco galoppante, mentre sostiene un vessillo verde. La risposta dell'Ufficio Araldico arriva il 7 novembre 1988: ci sono incongruenze nella richiesta, e mancano la delibera comunale ed il breve apostolico di Gregorio XVI. Quest'ultimo però arriva, in 19 pagine, direttamente dall'Archivio Segreto Vaticano.
Il 31 maggio 2004, sindaco Ugo Onorati, viene finalmente approvata una delibera del Consiglio comunale sullo stemma e sul gonfalone, e il 3 febbraio 2005 viene inviata richiesta all'Ufficio Onorificenze e Araldica Pubblica con allegati stemma e breve. Lo stemma proposto rappresenta una fanciulla bionda vestita di rosso, su un cavallo bianco galoppante, simile alla proposta del 1988. Il 10 febbraio 2005 la Presidenza del Consiglio risponde al sindaco segnalando alcuni errori nello stemma da correggere e proponendo una gamma di gonfaloni da scegliere.
Il 20 luglio 2006 si chiude l'annosa e settantennale vicenda dello stemma: il sindaco Adriano Palozzi sceglie il tipo di gonfalone e lo comunica a chi di dovere. Il nuovo gonfalone verrà benedetto ed esposto la prima volta il 1º ottobre 2006, in occasione della Sagra dell'Uva, nell'ex-convento degli Agostiniani.
Dopo la liberazione di Roma, il sindaco pro tempore Zaccaria Negroni e la giunta comunale si trovarono davanti ad un panorama desolante: il dieci per cento delle case erano distrutte o gravemente danneggiate, ogni collegamento ferroviario e le tramvie dei Castelli Romani erano disattivate a causa dei bombardamenti, molte strade erano bloccate dai detriti dei bombardamenti. Immediatamente dopo la distruzione di Palazzo Colonna, fino ad allora sede municipale, alcuni uffici comunali si trasferirono presso i locali dell'Oratorio della Coroncina, nei sotterranei della Basilica di San Barnaba.
Dalle elezioni politiche ed amministrative italiane del 1953 uscì vincitore il candidato Aurelio Del Gobbo (Partito Comunista Italiano), retto da una giunta social-comunista. I risultati elettorali al primo turno furono i seguenti:
| Partito                                 | Voti (in numeri assoluti) |
| --------------------------------------- | ------------------------- |
| Democrazia Cristiana                    | 2907                      |
| Partito Comunista Italiano              | 2445                      |
| Partito Socialista Italiano             | 1871                      |
| Partito Repubblicano Italiano           | 1107                      |
| Movimento Sociale Italiano              | 630                       |
| Partito Nazionale Monarchico            | 310                       |
| Partito Socialista Democratico Italiano | 180                       |
| Partito Liberale Italiano               | 67                        |

Nel 1954 l'amministrazione Del Gobbo varò importanti progetti per la ricostruzione: se a febbraio venne deliberata l'apertura dell'attuale via Guglielmo Grassi nel quartiere Villa Desideri, a marzo il consiglio comunale stanziò 6.000.000 di lire italiane per la sistemazione dello Stadio Comunale Domenico Fiore ed 1.200.000 lire per il miglioramento dell'illuminazione pubblica nella frazione di Ciampino. Venne approvato un piano, già allo studio nel luglio 1953, per regolarizzare l'approvvigionamento idrico del centro storico e delle frazioni, calcolato come bastevole per 25.000 o 30.000 persone grazie alle sorgenti di Squarciarelli (24 litri al secondo) e del Barco Colonna (6 litri al secondo). Nel mese di settembre furono stanziate 800.000 lire per lo stadio comunale e 390.000 lire per il restauro della cappella del Cimitero monumentale di Marino. Ad ottobre viale della Repubblica, la strada principale della frazione di Santa Maria delle Mole, venne classificata come strada comunale: iniziava così lo sviluppo urbanistico di questa frazione del territorio marinese. Il 5 novembre 1954, infine, venne approvata la variante al piano di ricostruzione che prevedeva la costruzione del quartiere Vascarelle.

## Gli anni del boom economico (1960 - 1990)
Nel 1966 lo Stadio Comunale Ferentum, rinnovato, viene inaugurato dal sindaco Giulio Santarelli e dal Ministro del turismo e dello spettacolo onorevole Achille Corona, alla presenza dell'abate parroco Giovanni Lovrovich e con la partecipazione straordinaria di Sophia Loren, proprietaria assieme al marito Carlo Ponti di una storica villa situata ai piedi del centro storico di Marino, lungo la Strada statale 217 Via dei Laghi.
Il 6 agosto 1970 il Parlamento approvò una mozione che dichiarò il vino di Marino prodotto DOC (Denominazione di origine controllata). La produzione di questo vino è prerogrativa dei territori di Marino, Ciampino, Castel Gandolfo, Grottaferrata e Roma. (Vedi Marino (vino), Marino spumante, Marino superiore)
Il 25 settembre 1974, dopo due anni di preparazione, la L. R. nº69 concesse alla frazione di Ciampino, la cui crescita urbana esponenziale era iniziata negli anni trenta grazie alla ferrovia e all'aeroporto, di staccarsi dal comune di Marino. L'indipendenza divenne effettiva il 18 dicembre 1974. (Vedi Ciampino)
Nel 1979 venne varato un nuovo Piano Regolatore Generale per il comune di Marino, che prevedé l'urbanizzazione pianificata di Santa Maria delle Mole e Frattocchie, oltre che l'espansione del centro storico.
Nel 1988 la Regione Lazio istituisce il Parco Regionale dell'Appia Antica, per un totale di 3600 ettari di verde tra i comuni di Roma, Ciampino e Marino.

## L'ultimo decennio del Novecento (1990 - 2000)
Durante il campionato mondiale di calcio 1990 (8 giugno-8 luglio) la nazionale di calcio italiana è stata ospitata in ritiro a Marino: vitto ed alloggio presso il Grand Hotel Helio Cabala, allenamenti presso il rinnovato Stadio Comunale Domenico Fiore, ribattezzato per l'occasione "Italia '90". Per l'occasione il centro storico venne sottoposto ad un completo "restyling", con la sistemazione di piazza Giuseppe Garibaldi e del parco pubblico di villa Desideri e la realizzazione (ad oggi incompiuta) di un parcheggio sotterraneo in piazzale degli Eroi.
Dopo la chiusura delle cave di peperino di Marino, l'interesse per questo materiale non andò scemando, anzi: tra il 1978 ed il 1990 il Comune di Marino organizzò la Biennale della Pietra, con la partecipazione di artisti come il marinese Paolo Marazzi, lo spagnolo Luis Ramos ed il giapponese Kazuto Kuetani. Il 5 ottobre 1991 il Consiglio comunale ha approvato il vincolo storico per una parte della cave abbandonate, attorno a cui è cresciuto il quartiere Cave di Peperino, che rivestono ancora oggi un fascino particolare.
Il 12 gennaio 1992 si tenne un referendum tra i residenti delle frazioni di Santa Maria delle Mole, Cava dei Selci e Frattocchie, attuali circoscrizioni II e III del comune di Marino, per ottenere l'autonomia del loro territorio, sotto il nome di Comune Autonomo di Boville: l'85.5% dei votanti si espresse in favore della separazione. Nel 1994 venne costituito il Comune Autonomo di Boville, subito dopo però soppresso e riaccorpato a Marino: il neo-ricostituito comune di Marino fu commissariato fino a nuove elezioni. Il comune autonomo di Boville venne costituito con legge regionale nº 56 del 21 ottobre 1993: all'atto della sua creazione era vasto 16.89 km² -contro i 26.10 km² totali del comune di Marino con le frazioni- ed aveva una popolazione di 18.818 abitanti -contro i 32.903 abitanti del comune di Marino con le frazioni-. La soppressione del comune fu sancita dalla sentenza della Corte Costituzionale nº 433 del 6 settembre 1995. La Corte Costituzionale, in una successiva sentenza (nº 43/03) riguardo l'autonomia della frazione di Baranzate dal comune di Bollate, in provincia di Milano, elevò il caso dell'autonomia di Boville quasi ad esempio, asserendo:
(Sentenza della Corte Costituzionale n° 43 del 10 febbraio 2003.)